# Podszyn
Podszyn – wieś w Polsce położona w województwie świętokrzyskim, w powiecie sandomierskim, w gminie Zawichost. W XVI wieku wieś należała do Hieronima Zakliki.
W latach 1975–1998 miejscowość administracyjnie należała do województwa tarnobrzeskiego.
Przez miejscowość przebiega droga wojewódzka nr 755.
Do 2004 wieś nosiła urzędową nazwę Potszyn. Nazwę zmieniono rozporządzeniem Ministra Spraw Wewnętrznych z 7 października 2004.